# 阿尔达希尔一世

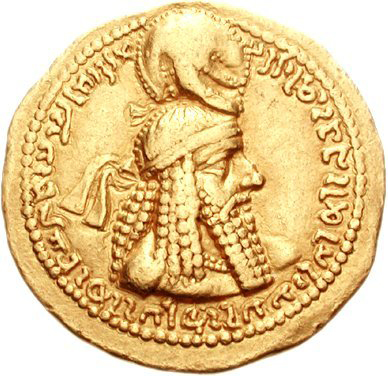
Ardashir I

阿尔达希尔一世（Ardashir I，？—约240年），或名阿尔塔薛西斯（Artaxerxes），是伊朗萨珊王朝的创建者，第一位“众王之王”（约226年—约240年在位）。

## 生平
阿尔达希尔一世生于伊朗南部法尔斯省的显赫家庭。他的祖父萨珊——王朝得名于此——是阿那希特神庙的祭司，父亲帕帕克是伊斯塔赫尔城的统治者。在举兵建立王朝之前，阿尔达希尔曾是帕提亚（安息）最后一代国王阿尔达班五世的法尔斯总督（约208年起）。
帕提亚在波斯长久以来被认为是一个外来的王朝，在3世纪初它已非常衰弱。阿尔达希尔得到法尔斯省地方世俗与宗教权贵的支持，宣布法尔斯地区独立并起兵讨伐阿尔达班五世。224年，他在今天伊朗的胡齐斯坦省的奥尔米兹达甘平原击败并杀死了阿尔达班五世（也有文献认为此事发生于227年），灭亡了帕提亚帝国。之后，阿尔达希尔一世采用了王中之王的称号，并开始征服将被称为“伊朗国”（Iranshahr）的领土。这片领土所用的名字在“阿维斯塔”中已有先例，指代伊朗人/雅利安人的神话故乡，现在专用于萨珊王朝统治的区域，在伊朗社会和政府的各个阶层中，直到现代都留存在波斯人的集体记忆中。

### 建国
阿尔达希尔一世建立国家，定都于泰西封（约226年）。阿尔达希尔一世确定琐罗亚斯德教为国教。阿尔达希尔一世时期萨珊王朝的领土主要是统一了波斯地区，但他也不断进行战争，使呼罗珊、锡斯坦、米底和部分亚美尼亚并入波斯。229年和231年，阿尔达希尔一世两次与罗马皇帝亚历山大·塞维鲁作战。阿尔达希尔一世与大亚美尼亚国王库思老一世（大帝）长期交锋，终于在229年迫使其臣服。